# نیکول شنهن
نیکول اَن شَنَهَن (به انگلیسی: Nicole Ann Shanahan؛ زادهٔ ۲۶ سپتامبر ۱۹۸۵) فناور و وکیل آمریکایی است. او جفت انتخاباتی رابرت اف کندی جونیور در کمپین انتخاباتی مستقل ریاست جمهوری ۲۰۲۴ او بود.
شنهن که در کالیفرنیا به دنیا آمده، از دانشگاه پیوجت ساوند و سپس دانشکده حقوق دانشگاه سانتا کلارا فارغ‌التحصیل شده است. او قبل از ورود به مدرسهحقوق، به عنوان یک متخصص حقوقی و حق ثبت اختراع کار می‌کرد که شغل دومی را در شرکت جمع‌آوری کننده اختراعات دفاعی آرپی‌اکس کورپ برعهده داشت. شاناهان در سال ۲۰۱۸ با سرگئی برین یکی از بنیانگذاران گوگل ازدواج کرد. آنها در سال ۲۰۲۱ از هم جدا شدند و در سال ۲۰۲۳ طلاق گرفتند. او بنیاد خصوصی خود، بیا-اکو، را در سال ۲۰۱۹ تأسیس کرد.
در مارس ۲۰۲۴، رابرت اف کندی جونیور، شنهن را به عنوان جفت انتخاباتی خود برای معاونت ریاست جمهوری در انتخابات ریاست جمهوری معرفی کرد. شهن گفته است که «ضد واکسن نیست» اما از کنشگری کندی علیه واکسن حمایت می‌کند و اجماع علمی در مورد ایمنی و اثربخشی آنها را زیر سؤال می‌برد.

## اوایل زندگی
شنهن در ۲۶ سپتامبر ۱۹۸۵ در شهرستان پلیسر، کالیفرنیا متولد شد. . او در اوکلند کالیفرنیا، بزرگ شد. او گفته که مادرش که متولد چین است، از شهر گوانگژو در دهه ۱۹۸۰ به آمریکا مهاجرت کرده، و پیش از این که حسابدار شود در آمریکا به عنوان خدمتکار کار می‌کرده.

## بیا-اکو و کنشگری
در سال ۲۰۱۸، شنهن به تأمین مالی و راه اندازی مرکز طول عمر و برابری باروری زنان در مؤسسه تحقیقاتی باک در مورد پیری کمک کرد.

## مشارکت و درگیری سیاسی قبل از ۲۰۲۴
در دهه‌های ۲۰۱۰ و ۲۰۲۰، شاناهان کمک‌های مختلفی به سازمان‌های چپ‌گرا و نامزدهای سیاسی دموکرات کرد، از جمله کمپین ریاست‌جمهوری هیلاری کلینتون در سال ۲۰۱۶ و مبارزات انتخاباتی رو کانا در کنگره. در سال ۲۰۲۰، شاناهان یک «اهداکننده بزرگ» برای طرح جی، یک همه‌پرسی اصلاح عدالت کیفری در شهرستان لس آنجلس بود. در همان سال، او ۱۵۰۰۰۰ دلار برای حمایت از جورج گسکان در چالش او با دادستان منطقه لس آنجلس، جکی لیسی، کمک کرد.

## زندگی شخصی
در سال ۲۰۱۳، شنهن با جرمی ایشر کرنز، از سرمایه‌گذاران خطرپذیر منطقه خلیج سانفرانسیسکو و مدیر امور مالی ازدواج کرد. آنها در سال ۲۰۱۵ طلاق گرفتند.
شنهن در تابستان ۲۰۱۴ در یک جشنواره یوگا در دریاچه تاهو با سرگئی برین، یکی از بنیانگذاران گوگل آشنا شد. آنها در سال ۲۰۱۸ ازدواج کردند. آنها یک دختر با هم دارند، که در سال ۲۰۱۸ به دنیا آمد. برین و شنهن ملکی در پوینت دوم در ملیبو، کالیفرنیا داشتند که در سال ۲۰۲۰ خریداری شد.